# Blueface
Blueface, pseudonimo di Jonathan Jamal Michael Porter (Los Angeles, 20 gennaio 1997), è un rapper statunitense.
Nell'ottobre 2018, dopo aver pubblicato il video musicale per la sua canzone Respect My Crypn, è diventato un meme virale di internet grazie al suo particolare flow e al suo tatuaggio di Benjamin Franklin sul lato del viso. Nel 2019, la sua canzone, Thotiana, fu ripubblicata e divenne il suo singolo di maggior successo fino ad oggi, con un picco al numero 8 della Billboard Hot 100.

## Biografia
Johnathan Jamal Michael Porter è nato il 20 gennaio 1997 a Los Angeles, in California. Porter è cresciuto a Mid City nella West Los Angeles e ha frequentato diverse scuole elementari prima di trasferirsi con sua madre nella Valle di Santa Clara, ma in seguito si è stabilito a Oakland con suo padre. Dopo essersi stabilito nella San Fernando Valley, Porter ha frequentato la Arleta High School e si è unito alla squadra di football americano, diventando il quarterback di partenza nel 2014, con un'altezza di 1,93 m e un peso di 73 chili. Porter ha guidato la squadra in un campionato della East Valley League nel 2014, vincendo il titolo. Smise definitivamente di giocare nel 2016.
Porter ha iniziato a interessarsi alla musica rap in giovane età, ascoltando 50 Cent, The Game e Snoop Dogg.

## Carriera
Porter ha iniziato a rappare nel gennaio 2018 con il nome Blueface Bleedem, un riferimento ai suoi legami con la banda di strada dei Crips. Tornato originariamente a Los Angeles dopo aver lasciato la Fayetteville State University, è stato invitato nello studio musicale del suo amico Laudiano per recuperare un caricatore del telefono, e dopo essere stato sfidato a fare rap su un palco, Porter ha iniziato a lavorare e collaborare con Laudiano per pubblicare la sua prima canzone, Dead Locs, su Soundcloud. Nel giugno 2018, ha pubblicato il suo primo progetto, Famous Cryp. Nel settembre del 2018, dopo che la canzone e l'EP lo hanno aiutato a costruire un seguito locale in California, pubblicò il suo secondo EP, Two Coccy, su Soundcloud e Spotify.
L'8 ottobre 2018, Blueface ha pubblicato un video musicale per la sua canzone Respect My Crypn, sul canale YouTube di WorldstarHipHop, e poco dopo la canzone è stata postata su Twitter, dove è diventato un meme virale dovuto al flow fuori dal beat di Blueface, con gli utenti che confrontano la sua voce con quella del personaggio dei cartoni animati Courage The Cowardly Dog e Birdarang di Teen Titans Go!. La popolarità del video ha portato più attenzione alla musica di Blueface, con le sue canzoni Thotiana e Next Big Thing che hanno guadagnato popolarità. La sua popolarità è aumentata ulteriormente quando ha tenuto una gara sulla sua pagina Instagram quella settimana per determinare quale scuola superiore avrebbe dovuto visitare. Pasadena High School ha superato la vittoria sulla scuola di Santa Monica. La sfida dei social media ha portato nuovi seguaci, aumentando la sua crescente popolarità. Nel novembre 2018, Blueface ha firmato per Cash Money West, affiliata della West Coast di Cash Money Records, e ha pubblicato un video di se stesso in studio con Drake e Quavo sulla sua pagina Instagram. Nel dicembre 2018, Blueface è di nuovo diventato virale grazie a un video acustico con Einer Bankz in anteprima la sua nuova canzone, Bleed It. Ha pubblicato la canzone due giorni dopo, incluso un video sul canale YouTube Lyrical Lemonade, diretto da Cole Bennett, che ha totalizzato oltre 2 milioni di visualizzazioni nelle prime 24 ore della sua uscita.
Il 26 gennaio 2019, la traccia di Blueface, Thotiana, ha debuttato sulla Billboard Hot 100 al numero 75, diventando così la sua prima traccia per il grafico su una tabella di Billboard. La canzone è stata pubblicata come singolo nello stesso giorno e un remix con YG è stato pubblicato con un video musicale. La settimana seguente ha pubblicato un remix con Cardi B, in coincidenza con un altro video di Cole Bennett. Sempre nel 2019 rilasciò il singolo Stop Cappin per poi pubblicare l'ep Dirt Bag, con all'interno partecipanti come Lil Pump, Offset, Rich the Kid, The Game e Mozzy. Prima della fine del 2019 rilasciò altri due singoli, Hocus Pocus con A Boogie wit da Hoodie e Moneybagg Yo e Crazy Girls con Baldacci e Gunz Lozano. 
Il 13 marzo 2020 rilasciò il suo secondo album chiamato Find the Beat, con all'interno artisti molto influenti come Lil Baby, Gunna, YBN Nahmir, NLE Choppa, Polo G, DaBaby, Stunna 4 Vegas, Jeremih e Ambjaay. In seguito nel 2020 rilasciò altri singoli come Tour con Asian Doll, NLE Choppa, Sada Baby, Glokk 9 e Kiddo Curry, First Mission, Finesse The Beat, Traphouse con 03 Greedo e Flash Gottii e Yea Yea con Coyote. In seguito rilasciò la Realoded Version dell'album Famous Cryp. Alla fine del 2020 partecipò al singolo diventato in seguito virale di DDG Moonwalking In Calabasas, e rilasciò i singoli Baby e Outside Remix con Tru Carr.
Nel 2021 rilasciò con DDG il singolo BGC, seguito da Patience con Calboy, Outside (Better Days) con OG Bobby Billions e Tik Tok. Questi ultimi due singoli ebbero un discreto successo. Seguono poi i singoli B!TCH#S con Eladio Carrion e Jon Z e Chose Me con Blxst.
Nel 2022 rilascia il singolo Streets Signs con G Herbo seguito da Meat This con DDG, One Time, Better Days 2 (Pain In The Ghetto) con OG Bobby Billions.
Nel 2023 rilascia il singolo Dear Rock seguito da G Star con Street Active e Jboogie283, Motion con Lil Woadie e Thee Propecy, Hello, BDD e Baby moma drama. Partecipò al singolo che riscosse un leggero successo sui social soak city di 310 babii con Tyga, OHGEESY e BlueBacksClan.
Nel 2024 partecipò al remix della canzone Barbie di JaidynAlexis, diventato virale per dei meme. In seguito rilasciò il suo terzo ep chiamato Free Blueface, con la presenza di artisti come Kevin Gates, Tru Carr e YungMagnificent. In seguito rilasciò il singolo Winning con DDG.

## Questioni legali
Nel 2018, dopo che un uomo ha tentato di derubarlo in una stazione di servizio a Newhall, in California, Blueface ha sparato all'auto del sospettato, ed è stato successivamente arrestato e accusato di aver sparato a un veicolo occupato, un crimine nello stato della California. Blueface è stato rilasciato dietro cauzione di $ 69.000 il 18 novembre.
Blueface è stato arrestato nel febbraio 2019 per possesso di armi da fuoco dopo che le forze dell'ordine hanno recuperato una pistola carica e non registrata in suo possesso. 
Il 15 novembre 2022, Porter è stato arrestato con l'accusa di tentato omicidio e sparatoria a Las Vegas, Nevada, l'8 ottobre dello stesso anno. È stato incarcerato nel centro di detenzione della contea di Clark. Il 2 ottobre 2023 è stato condannato a tre anni di libertà vigilata, con una possibile pena detentiva di due anni se la dovesse violare. Il 12 gennaio 2024, Blueface è stato arrestato per aver violato la libertà vigilata, venendo successivamente condannato a 4 anni di carcere.

## Vita privata
Blueface ha tre figli. 
Ha frequentato Chrisean Rock dal 2020 a gennaio 2023 dove la ragazza ha annunciato di essere incinta del loro primo figlio. Il loro figlio Chrisean Jesus Malone Jr. è nato il 3 settembre 2023.

## Discografia

### Album in studio
- 2020 – Find the Beat

### EP
- 2018 – Two Coccy
- 2019 – Dirt Bag
- 2024 – Free Blueface

### Mixtape
- 2018 – Famous Cryp

### Singoli
- 2017 – Fuck It Up (feat. Trendd)
- 2018 – Thotiana
- 2018 – Next Big Thing
- 2018 – Movie Scenes
- 2018 – DM
- 2018 – Studio
- 2019 – Bleed It
- 2019 – West Coast (con G-Eazy)
- 2019 – Stop Cappin
- 2019 – Daddy (feat. Rich the Kid)
- 2019 – Bussdown (feat. Offset)
- 2019 – Bop (con Tyga e YG)
- 2019 – Close Up (feat. Jeremih)
- 2019 – First Class (feat. Gunna)
- 2020 – Obama (feat. DaBaby)
- 2020 – Holy Moly (con NLE Choppa)
- 2020 – Tour (feat. Asian Doll, 9lokkNine, NLE Choppa, Sada Baby e Kiddo Curry)
- 2020 – First Mission
- 2020 – Finesse The Beat
- 2020 – Traphouse (feat. Flash Gottii e 03 Greedo)
- 2020 – Yea Yea (feat. Coyote)
- 2021 – BCG (feat. DDG)
- 2021 – Patience (con Calboy)
- 2021 – Outside (Better Days) (con Og Bobby Billions)
- 2021 – Tik Tok
- 2021 – B!TC#S (con Eladio Carrion, Jon Z)
- 2021 – Chose Me (con Blxt)
- 2022 – Street Signs (con G Herbo)
- 2022 – Meat This (con DDG)

### Collaborazioni
- 2019 – Slide (French Montana feat. Blueface e Lil Tjay)
- 2019 – Shotta Flow (Remix) (NLE Choppa feat. Blueface)
- 2019 – FULU$ (Farid Bang feat. Musiye e Blueface)
- 2020 – Curvy (Jay1 feat. The Plug e Blueface)
- 2020 – Moonwalking in Calabasas (Remix) (DDG feat. Blueface)
- 2021 – W Hotel (Like Mike feat. Smokerpurpp, Blueface)
- 2021 – Fly Away RMX (Fatboy SSE feat. Blueface)
- 2022 – Baby U Lit (Tipse SmashGang feat. Blueface, SirEyeBusserDaBleeder)
- 2022 – Blah Blah Blah (Mak Sauce feat Blueface)
- 2022 – Self Made (Dread Zoe feat Blueface)
- 2022 – N.P.O. (Haiti Babii feat Blueface)
- 2022 – Like The Way You Move (ASM Bopster feat Blueface)